# 沓形発電所
沓形発電所（くつがたはつでんしょ）は、北海道利尻郡利尻町にある北海道電力ネットワークの火力発電所。

## 概要
利尻島内に電力を供給する内燃力発電方式の火力発電所。1950年（昭和25年）に1号機が運転開始し、順次増設され8号機までが建設された。当初は利尻電気漁業協同組合連合会により建設されたが、1972年（昭和47年）に北海道電力へ設備を移管した。
2010年代に入ると老朽化に伴い2、3号機が2014年4月1日に廃止され、代替として9号機が2014年7月31日に運転を開始した。今後は4号機が2016年4月に廃止予定、10号機が2016年7月をめどに計画中である。
2020年4月、北海道電力から子会社の北海道電力ネットワークに移管された。
当発電所の運営は、他の内燃力発電所同様に北海道パワーエンジニアリングに委託されている。

## 発電設備
- 総出力：7,650kW（2014年8月現在）[3]
- 発電方式：ディーゼル発電方式（内燃力発電）

4号機
定格出力：750kW
使用燃料：重油
営業運転開始：1971年12月
5号機
定格出力：1,250kW
使用燃料：重油
営業運転開始：1975年8月
6号機
定格出力：1,250kW
使用燃料：重油
営業運転開始：1977年8月
7号機
定格出力：1,250kW
使用燃料：重油
営業運転開始：1994年6月
8号機
定格出力：1,900kW
使用燃料：重油
営業運転開始：1999年9月
9号機
定格出力：1,250kW
使用燃料：重油
営業運転開始：2014年7月31日
10号機（計画中）
定格出力：750kW
使用燃料：重油
営業運転開始：2016年7月予定

## 廃止された発電設備
- 発電方式：ディーゼル発電方式（内燃力発電）

1号機（廃止）
定格出力：
使用燃料：重油
営業運転開始：1950年
2号機（廃止）
定格出力：500kW
使用燃料：重油
営業運転期間：1967年11月 - 2014年4月1日
3号機（廃止）
定格出力：750kW
使用燃料：重油
営業運転期間：1970年 - 2014年4月1日